# 51 (nombre)
« Cinquante-et-un » redirige ici. Pour l'année, voir 51.
Le nombre 51 (cinquante-et-un) est l'entier naturel qui suit 50 et qui précède 52. La forme sans traits d'union cinquante et un est également reconnue.

## En mathématiques
Le nombre 51 est :
- un nombre composé brésilien car 51 = 3316,
- un nombre pentagonal autant qu’un nombre pentagonal centré (un des petits nombres à être les deux à la fois),
- un nombre 18-gonal,
- le 6e nombre de Motzkin, c’est-à-dire le nombre de manières de dessiner des cordes qui ne se coupent pas entre six points quelconques d’un cercle situés sur sa circonférence, quel que soit l’endroit où sont situés ces points.

## Géographie
Le nombre 51 est aussi :
- Le 51e État des États-Unis, désigne indifféremment une entité susceptible de devenir un État fédéré américain ;
  - Le Parti 51 est un parti politique québécois
  - New York City: the 51st State, une campagne électorale
- Le no  du département français de la Marne ;
- Le no  de la province turque de Niğde ;
- La Zone 51 ;
- 51e rue à Manhattan ;
- Ligne 51 .

## Œuvres de fiction
- Europe 51 (Europa '51), film italien  de Roberto Rossellini sorti en 1952 ;
- Le Dossier 51, roman d'espionnage de Gilles Perrault publié en 1969 ;
- Le Dossier 51, film français de Michel Deville sorti en 1978 ;
- Planète 51, film d’animation de Jorge Blanco sorti en 2009 ;
- 51, film américain  de Jason Connery sorti en 2011 ;
- Cinquante et un (Fifty-One), troisième épisode de la saison 5 Breaking Bad diffusé en 2012.

## Autres
- La 51 est une boisson alcoolisée, la principale marque de cachaça au Brésil ;
- Le Pastis 51, autre boisson alcoolisée ;
- La MBK 51 ;
- Le numéro atomique de l’antimoine, un métalloïde ;
- le numéro de la sourate Adh-Dhariyat dans le Coran ;
- Le no  de modèle du P-51 Mustang, un chasseur de la Seconde Guerre mondiale ;
- L’indicatif téléphonique international pour appeler le Pérou ;
- Le dernier niveau en Event Match dans le jeu vidéo Super Smash Bros Melee ;
- Années historiques : -51, 51 ou 1951.